# Sacco (Einheit)
Der Sacco, der Sack, war ein italienisches Volumenmaß und wurde als Getreidemaß genommen. Das Maß wurde recht unterschiedlich in kleinere Maße geteilt und die Volumina waren in der Größe weit gefächert. Es reichte auch in die Schweiz.
Das Getreidemaß, Misure di capacita da Grano, wurde bis auf wenigen Ausnahmen gestrichen gemessen, besonders Hafer. Wurden 4 Star nicht gestrichen wie in Treviso, musste mindestens der fünfte Star gestrichen werden.
- Sardinien, Grafschaft Nizza 1 Sacco = 3 Staja/Stari = 48 Mensinali/Mensinelli  = 5825,6884  Pariser Kubikzoll = 115 5/9 Liter (115,566 Liter)[1]
- Turin, Alessandria 1 Sacco = 3 Staja/Stari = 6 Mine = 48 Copelli
  - zweite Variante 1 Sacco = 5 Emines/Mäßli = 10 Quartini = 40 Coupes = 5795 Pariser Kubikzoll = 114 19/20 Liter
- Großherzogtum Toskana 1 Sacco = 3 Staje = 12 Quartini = 48 Metadelle = 96 Mezzette/Quartucci = 3582 Pariser Kubikzoll = 71 Liter

## Weitere Werte
- Asolo 1 Sacco = 3 Staja = 0,878557 Hektoliter
- Badia di Rovigo 1 Sacco = 3 Staja = 12 Quarte = 0,922680 Hektoliter
- Belluno 1 Sacco = 8 Calvie  = 32 Quartaroli = 0,957758 Hektoliter
- Besano 1 Sacco = 4 Staja = 16 Quarte =  1,115427 Hektoliter
- Cadore 1 Sacco = 3 Stajo = 12 Quartaroli = 0,957758 Hektoliter
- Ceneda 1 Sacco/Stajo = 8 Calvie = 64 Minelle = 0,976635 Hektoliter
- Cremona 1 Sacco = 3 Staja = 12 Quartari = 1,069338 Hektoliter
- Feltre 1 Sacco = 4 Staja/Staroli = 12 Quartaroli = 0,813648 Hektoliter
- Lendinara 1 Sacco = 3 Staja = 12 Quartari = 0,853643 Hektoliter
- Lodi 1 Sacco = 8 Staja = 32 Quartari = 1,589566 Hektoliter
- Mantua 1 Sacco = 3 Staja = 12 Quarti = 1,038155 Hektoliter
- Pavia 1 Sacco = 6 Mine = 12 Quarti = Quartari = 1,016577 Hektoliter
- Rovigo 1 Sacco = 3 Staja = 12 Quarte = 0,994393 Hektoliter
- Sacile 1 Sacco/Stajo = 4 Quarte =32 Quartieri = 0,935077 Hektoliter
- Treviso 1 Sacco/Stajo = 4 Quarte =16 Quartieri = 0,868120 Hektoliter
- Verona 1 Sacco = 3 Minali = 12 Quarte = 1,146535 Hektoliter
- Vicenza 1 Sacco = 4 Staja = 64 Quartaroli = 1,081727 Hektoliter[2]